# August Reichensperger
August Reichensperger, född 22 mars 1808 i Koblenz, död 16 juli 1895 i Köln, var en tysk politiker och konstskriftställare. Han var bror till Peter Reichensperger.
Reichensperger var 1849–79 appellationsgerichtsråd i Köln, men studerade även konst. Han var en hänförd beundrare av gotiken såsom blomman av "kristligt germansk" byggnadskonst och verkade energiskt för Kölnerdomens restaurering. Inom politiken intog han en bemärkt plats redan som ledamot av tyska nationalförsamlingen (1848), där han tillhörde det konstitutionella, "stortyska" partiet och som vicepresident för en grupp romersk-katolska deputerade väsentligt påverkade dessa ultramontaners hållning i antipreussisk riktning. Han var sedermera ledamot av Erfurtparlamentet (1850), preussiska deputeradekammaren (1850–63, 1870–73 och 1879–85), där han 1852 samlade de romersk-katolska deputeradena till ett parti "katolska fraktionen", från 1861 kallat Centrumpartiet, samt av tyska riksdagen (1871–84), där han var en av ledarna för det klerikala Centrumpartiet. 
Reichensperger var från ungdomen starkt påverkad av romantiken i Frankrike och Belgien samt av Joseph de Maistres moderna ultramontanism. Länge kände han sig främst som rhenländare med aversion eller likgiltighet för den preussiska statens politiska idéer. Inom Centrumpartiet tog han verksam del i kulturkampen, men kom under 1870-talet att alltmer trängas i skuggan av den nye partiledaren Ludwig Windthorst.